# Gillancourt
Gillancourt é uma comuna francesa na região administrativa de Grande Leste, no departamento de Haute-Marne. Estende-se por uma área de 15,09 km². Em 2010 a comuna tinha 124 habitantes (densidade: 8,2 hab./km²).